# Константинов Євген Семенович
Євге́н Семе́нович Константи́нов (нар. 2 травня 1937, місто Макіївка, Донецька область) — український політик. Народний депутат України. Член партії ВО «Батьківщина» (до 2010).

## Біографія
Народився в сім'ї шахтаря. Дружина — Константинова Олена Володимірівна (1946). Має 2 дітей.
Постійне місце проживання — Донецька область, Костянтинівський район, село Кіндратівка, вулиця Радужна, 77.

## Освіта
У 1956 році закінчив Дружківський машинобудівельний технікум, а з 1964 до 1970 року навчався у Краматорському індустріальному інституті за фахом інженер-механік.

## Кар'єра
- 1956–1959 — служба в армії.
- З 1960 — слюсар-складальник.
- 1964 — старший інженер.
- 1967–1971 — заступник начальника.
- 1971–1977 — начальник інструментального цеху.
- 1977–1979 — начальник СКБ — голова конструкторного заводу.
- 1980–1985 — заступник директора з виробництва.
- 1985–1988 — головний інженер.
- 1988 — директор Дружківського машинобудівного заводу.
- З 1996 — голова правління ВАТ «Дружківський машинобудівний завод».

## Парламентська діяльність
Народний депутат України 3-го скликання з 12 травня 1998 до 14 травня 2002 за виборчим округом № 51 Донецької області. З'явилось 67.3 %, «за» 32.1 %, 18 суперників. На час виборів: голова правління ВАТ «Дружківський машинобудівний завод», безпартійний. Паралельно балотувався від «Блоку демократичних партій НЕП», № 32 в списку. Член фракції «Громада» (травень 1998 — лютий 2000), позафракційний (лютий — березень 2000), член фракції «Батьківщина» (з березня 2000). Член Комітету з питань паливно-енергетичного комплексу, ядерної політики та ядерної безпеки (з липня 1998).
Народний депутат України 4-го скликання з 31 травня 2005 до 25 травня 2006 від «Блоку Юлії Тимошенко», № 26 в списку. На час виборів: народний депутат України, член партії ВО «Батьківщина». Член фракції «Блок Юлії Тимошенко» (2 червня — 4 листопада 2005), член фракції партії «Єдина Україна» (4 листопада 2005 — 14 лютого 2006), член фракції «Блок Юлії Тимошенко» (з 14 лютого 2006). Член Комітету у справах пенсіонерів, ветеранів та інвалідів (з 16 червня 2005).
Народний депутат України 5-го скликання з 25 травня 2006 до 14 червня 2007 від «Блоку Юлії Тимошенко», № 124 в списку. На час виборів: народний депутат України, член партії ВО «Батьківщина». Член фракції «Блок Юлії Тимошенко» (з 25 травня 2006). Член Комітету у справах пенсіонерів, ветеранів та інвалідів (18 липня — 6 вересня 2006), голова підкомітету з питань законодавчого забезпечення соціального захисту ветеранів війни та праці, інших громадян похилого віку Комітету у справах пенсіонерів, ветеранів та інвалідів (з 6 вересня 2006). 14 червня 2007 достроково припинив свої повноваження під час масового складення мандатів депутатами-опозиціонерами з метою проведення позачергових виборів до Верховної Ради.
Народний депутат України 6-го скликання з 23 листопада 2007 від «Блоку Юлії Тимошенко», № 124 в списку. На час виборів: пенсіонер, член партії ВО «Батьківщина». Член фракції «Блок Юлії Тимошенко» (23 листопада 2007 — 21 вересня 2010). Виключений з фракції «за співпрацю із більшістю». Член групи «Реформи заради майбутнього» (з 16 лютого 2011). Член Комітету у справах пенсіонерів, ветеранів та інвалідів (з 26 грудня 2007).
10 серпня 2012 року у другому читанні проголосував за Закон України «Про засади державної мовної політики», який суперечить Конституції України, не має фінансово-економічного обґрунтування і спрямований на знищення української мови. Закон було прийнято із порушеннями регламенту.

## Відзнаки і нагороди
Лауреат премії Ради Міністрів СРСР (1982), Державної премії України (1994). Знак «Шахтарська слава» III (1993) і II ступенів (1997). Орден Дружби (червень 1998, Росія).
Академік АІНУ (з 1992).